# Mnogoterost
Mnogotérost je v matematiki topološki prostor, katerega struktura je preprosta evklidska, ko jo opazujemo krajevno (intrinzično, od znotraj), a ima lahko zapleteno strukturo, ko ga opazujemo kot celoto (ekstrinzično, od zunaj). Zgled mnogoterosti je sfera - idealizirana površina Zemlje. Krajevno je Zemlja videti ravna, gledana v celoti iz vesolja pa je okrogla. Mnogoterost lahko konstruiramo tako, da zlepimo skupaj več preprostih (evklidskih) prostorov.
Majhen delček krožnice je lahko videti kot rahlo ukrivljen del realne premice, a v celoti sta krožnica in realna premica različni enorazsežni mnogoterosti. Krožnico naredimo tako, da upognemo dva ravna odseka premice in ju na koncih zlepimo skupaj. V dveh razsežnostih so mnogoterosti ravnina in površina sfere ali torusa. Mnogoterosti so v matematiki in fiziki pomembni objekti, saj omogočajo izražanje in razumevanje zapletenejših struktur v jeziku dobro razumljenih značilnosti evklidskega prostora.
Na mnogoterostih se pogosto definirajo dodatne strukture. Zgledi mnogoterosti z dodatno strukturo vključujejo gladke mnogoterosti, na katerih je moč izvajati analizo, simplektične mnogoterosti, ki služijo kot fazni prostor v klasični mehaniki, in štirirazsežne psevdoriemannovske mnogoterosti, ki modelirajo prostor-čas v splošni teoriji relativnosti.

## Matematična definicija
Mnogoterost (n-mnogoterost) je Hausdorffov topološki prostor s števno bazo, ki je krajevno homeomorfen nekemu Banachovemu prostoru, po navadi {\displaystyle R^{n}}.